# Бажан, Вадим Иванович
Бажан Вадим Иванович (1 марта 1970, Караганда — 28 августа 1996, Кривой Рог, Днепропетровская область) — украинский тяжелоатлет. Мастер спорта Украины международного класса (1993).

## Биография
Родился 1 марта 1970 года в городе Караганда.
В 1994 году окончил Днепропетровский институт физической культуры.
Погиб на охоте 28 августа 1996 года в городе Кривой Рог.

## Спортивная карьера
Выступал за спортивное общество «Буревестник», «Гарт», «Украина». Тренеры Вадим Ярощук, Григорий Кривонос.
- Чемпион мира в составе сборной Украины (1993, личное 4-е место);
- Чемпион Европы в личном и командном зачётах (1994);
- Чемпион Украины (1991, 1993, 1994);
- Серебряный призёр Украины (1990, 1992).